# Сбогом, любовнико
„Сбогом, любовнико“ (на английски: Goodbye Lover) е нео-ноар комедиен филм от 1998 г. на режисьора Ролан Жофе, по сценарий на Рон Пиър, Джоел Коен и Алек Соколов, и участват Патриша Аркет, Дърмът Мълроуни, Дон Джонсън, Елън Дедженеръс и Мери-Луиз Паркър.
Премиерата се състои в Кан на 13 май 1998 г., и е пуснат по кината в Съединените щати на 16 април 1999 г. Той е последният филм, в който „Риджънси Ентърпрайсис“ си партнира с „Уорнър Брос“, преди да се съюзи с „Туентиът Сенчъри Фокс“, докато „Уорнър“ пусна романтичната драма „Изворът на живота“, и е единствения филм, който е пуснат.